# Russian Helicopters/Saison 2013
Dieser Artikel listet Erfolge und Fahrer des Radsportteams Russian Helicopters in der Saison 2013 auf.

## Erfolge in der UCI Europe Tour
In den Rennen der Saison 2013 der UCI Europe Tour gelangen die nachstehenden Erfolge.
| Datum     | Rennen                                           | Kat. | Fahrer                 |
| --------- | ------------------------------------------------ | ---- | ---------------------- |
| 20. April | 4. Etappe Grand Prix of Adygeya                  | 2.2  | Alexander Foliforow    |
| 21. April | 5. Etappe Grand Prix of Adygeya                  | 2.2  | Mamir Stasch           |
| 20. Juni  | Russische Meisterschaft – Einzelzeitfahren (U23) | CN   | Alexander Jewtuschenko |

## Mannschaft
| Name                          | Geburtstag       | Nationalität | Team 2012     |
| ----------------------------- | ---------------- | ------------ | ------------- |
| Michail Akimow                | 17. April 1992   | Russland     | Neoprofi      |
| Maxim Bartenew                | 7. Oktober 1993  | Russland     | Neoprofi      |
| Jewgeni Borissow              | 7. August 1992   | Russland     | Neoprofi      |
| Wladimir Dolgow               | 26. Februar 1994 | Russland     | Neoprofi      |
| Alexander Foliforow           | 8. März 1992     | Russland     | Itera-Katusha |
| Alexander Grigorjew           | 21. März 1992    | Russland     | Neoprofi      |
| Kirill Jazewitsch             | 9. Januar 1992   | Russland     | Neoprofi      |
| Alexander Jewtuschenko        | 30. Juni 1993    | Russland     | Neoprofi      |
| Alexei Kurbatow               | 9. Mai 1994      | Russland     | Neoprofi      |
| Ajdar Sakarin                 | 19. April 1994   | Russland     | Neoprofi      |
| Nikolai Schurkin (ab 5. Juni) | 5. Mai 1991      | Russland     | RusVelo       |
| Alexei Semotschkin            | 13. April 1994   | Russland     | Neoprofi      |
| Mamir Stasch                  | 4. Mai 1993      | Russland     | Neoprofi      |
| Sergei Temnenko               | 6. April 1993    | Russland     | Neoprofi      |